# جون إل. بيوتروفسكي
جون إل. بيوتروفسكي (بالإنجليزية: John L. Piotrowski)‏ هو ضابط أمريكي، ولد في 17 فبراير 1934 في ديترويت في الولايات المتحدة.